# Carl William Freese

Das Freese’sche Haus in der Breiten Straße 97

Johann Carl William Freese (* 1828 in Oldesloe; † 12. Oktober 1899 in Lübeck) war ein lübeckischer Tuchhändler, wurde Seniorchef und Mitglied der Bürgerschaft.

## Leben

### Laufbahn
Freese war der Sohn eines dänischen Zollbeamten in Oldesloe und kam 1839 als Lehrling in die Tuchhandlung von Julius Grabau nach Lübeck. 1849 wurde er dessen Teilhaber und 1863 alleiniger Inhaber, bevor er sich 1886 zurückzog.
Nach seinem Rücktritt zog die Familie in die Alfstraße 7 und zum 1. April 1889 in die Schillerstraße 3. Die Breite Straße 97 wurde ein Heim für 8 neue Wohnparteien und der Schankwirt Joh. Joach. Christ. Wien schloss im Folgejahr seine Restauration in dem Haus. Freese war noch als Sachverständiger für Kaufmännische Buchführung, sowie als Beauftragter des Finanzdepartents bei den Ziehungen der Lübeckischen Staats-Lotterie tätig.
Freeses Interesse an den lübeckischen Öffentlichen Angelegenheiten und seine konzilliante Weise zeichneten ihn aus.
Wenige Tage nach einem Schlaganfall verstarb Freese nach kurzer, schwerer Krankheit am 12. Oktober 1899. Seine Trauerfeier fand am 15. Oktober 1899 in St. Petri statt.

### Kaufmannschaft
Auf der Versammlung der Handelskammer am 5. Juni 1874 gab deren Präses Cay Dietrich Lienau bekannt, dass er nicht für eine Wiederwahl zur Verfügung stünde. Infolgedessen schlug die Handelskammer Johannes Fehling, Freese und Johannes Albrecht Suckau der Kaufmannschaft zur Wahl des neuen Präses vor. Bei der Wahl am 30. Juni 1874 erhielten Suckau 105, Fehling 59 und Freese 16 Stimmen.
Auf der Versammlung der Kaufmannschaft am 29. Juni 1875 wurde von den Senatoren Ludwig Wilhelm Minlos und Carl Heinrich Sievers, dem ersten Stellvertreter des Präses Freese, August Rehder und 36 anderen Mitgliedern der Antrag gestellt, das Ehrengehalt des amtierenden Präses Suckau von 2000 Courantmark auf 4000 ℳ zu erhöhen. In Namentlicher Abstimmung stimmte die Versammlung mit 68 gegen 44 Stimmen zu. Zur Umrechnung multiplizierte man die vollen Courantmark mit 2, setzte sich die zuerst ergebende Ziffer nach rechts vorweg und die folgenden Ziffern direkt unter die zu multiplizierende Zahl und summierte dann die Summen.
In der am 25. Juni 1880 turnusmäßig stattfindenden Versammlung der Kaufmannschaft fanden für die turnusmäßig ausscheidenden Mitglieder der von ihr zu bestellenden Handelskammer Neuwahlen statt. Für den ausscheidenden Präses wurden von Seiten der Kammer DFerdinand Dahlberg, Freese und Suckau vorgeschlagen. Freese wurde erster Stellvertreter des Präses.
In der Generalversammlung der 1881 gegründeten Kaufleute-Witwen-Kasse vom 28. Februar 1891 wurde Freese als abgehendes Vorstandsmitglied in denselben wiedergewählt. Alle Mitglieder der Kaufmannschaft konnten Mitglied der Kasse werden. Deren sich steigernde Leistungsfähigkeit legte es allen Kaufmannschaftsmitgliedern nahe, von dem Recht des Beitritts zu den derzeit 88 Mitgliedern zu Gunsten ihrer Ehefrauen Gebrauch zu machen.

#### Kongress deutscher Volkswirte
Mit der Intention das Interesse an lokalen wirtschaftlichen Fragen anzuregen und die dortige Kenntnis der Volkswirtschaftslehre zu verbreiten, wurde 1869 die Austragung des Kongresses in Lübeck angeregt. Am 6. März 1870 konstituierte sich in der Kaufmannschaft das Lokalkommitee zur Abhaltung des Kongresses der deutschen Volkswirte im Folgejahr. Zu dessen Vorsitzenden und Stellvertreter wurden die Senatoren Wilhelm Brehmer und Philipp Wilhelm Plessing, Freese zum Schatzmeister und Heinrich Dettmer zum Schriftführer erwählt. Zur Einsetzung der erforderlichen Ausschüsse ergänzte man das Komitee anschließend auf 24 Mitglieder.
An dem 12. volkswirtschaftlichen Kongress vom 28. bis 31. August 1871 nahmen auch Mitglieder aus außerdeutschen Städten wie Pesth, Tiflis und Uppsala teil.
Der zum Vorsitzenden des Kongresses gewählte Karl Braun wies in seiner Rede auf die aus der Neugestaltung der politischen Verhältnisse dem volkswirtschaftlichen Kongress erwachsende Aufgaben hin. In der sich daran anschließenden Debatte wurde die Fortentwicklung der internationalen Handelspolitik thematisiert.
Am Folgetag war der Münzfrage gewidmet. Es referierten hierzu John Prince-Smith und Hermann Weibezahn. Adolf Soetbeers Antrag, dass die reine Goldwährung der Reform des Münzsystems unter Zulassung eines Übergangsstadiums zugrunde gelegt werden soll, wurde angenommen. Es wurde beschlossen, dass die definitiv einzuführende Münze nach dem Dezimalsystem einzuteilen wäre. Zur allgemeinen Goldrechnungseinheit sei nur eine solche zu wählen, die in ganz leicht berechenbaren Verhältnis zur Talerrechnung stehe. Die Zulassung der Vierteilung der kleinsten Dezimalmünze. Der Feingehalt der hauptsächlichsten deutschen Goldmünze sei so zu normieren, dass der Wert ihres Zehntels, welchen die Rechnungsmünze zu bilden haben werde, 20 Sgr sei. In Lübeck sollte dies erst 1888 mit dem Beitritt zum Deutschen Zollverein eintreten.
Wilhelm Brehmer wurde als Mitglied des neu gebildeten Ständigen Ausschusses als Vorstand gewählt.
Als zwei Jahre vorher angeregt wurde, den Kongress in Lübeck abzuhalten, war das Ziel, die Kenntnisse der Volkswirtschaftslehre in Lübeck zu verbreiten. Danach wurde die Gründung der lokalen volkswirtschaftlichen Gesellschaft angeregt.

### Wirtschaftsförderer
Auf der am 31. März 1871 stattgefundenen Generalversammlung der Aktiengesellschaft Casino wurden Freese, Baudirektor Carl Julius Krieg und Heinrich Alphons Plessing wieder zu Mitgliedern des Verwaltungsrates und Joachim Ed. Scheele zum Revisor erwählt. Von den Obligationen der Prioritäts-Anleihe wurden die Nummern 454, 401 und 380 ausgelöst. Den 1869/70er Einnahmen von 9830 Lübische Mark an Miete, 3000 an Staatsbeihilfe und 176 diverse standen Ausgaben in Höhe von 9367 Zinsen, 1724 Reparaturen und 1417 diverse gegenüber. Auf der Generalversammlung am 28. März 1874 wählte man Freese wieder in den Verwaltungsrat.
Am 26. März 1878 waren im Hause Freese vom Verwaltungsausschuss Herren der Aktiengesellschaft Casino, die Mitglieder der Bürgerschaft waren, und andere sich für das Theater Interessierende eingeladen, um die Wahl des neuen Theaterdirektors zu besprechen. Von den 17 Bewerbern kamen jedoch nur drei Carl Wilh. Jul. Waldmann (Lübeck), Richard Jesse (Kiel) und Martin Wihrler, in die engere Wahl kamen. Der Letztgenannte hatte am Vortag seine Bewerbung zurückgezogen, das er sich mit dem Theater Chemnitz geeinigt hätte. Die weitere Verhandlung drehte sich darum, ob dem Theater wie im Vorjahr eine Subvention in gleicher Höhe gewährt werden würde. Die Majorität war der Ansicht, dass dies hinreichend wäre und dass ein zukünftiger Direktor auch damit auskommen würde. Eine Minorität bezweifelte dies und begründete dies weitsichtig damit, dass bei den großen Ansprüchen selbst bei einer Subvention in doppelter Höhe die Stellung des Direktors immer eine sehr schwierige sein werde.
Am 16. Mai 1871 wurde im Casino unter dem Vorsitz des Senators Georg Friedrich Harms abgehaltenen Konstituierende Versammlung der Lübecker Feuer-Versicherungsgesellschaft das Statut angenommen. Zu Mitgliedern des Verwaltungsrates wurden Heinrich August Carl Krohn (Vorsitz), Salomon Lazarus Cohn (Stellvertreter), Heinrich Joachim Ludwig Possehl, sowie J. Conr. Warnecke und Julius Alexander Schnars aus Hamburg. Zu Revisoren wurden Freese und Johannes Fehling erwählt.
Im April 1883 trat C. Böse für den ausscheidenden Freese in den Vorstand der Aktiengesellschaft.

### Politik
Der lübeckischen Bürgerschaft gehörte Freese in den Jahren von 1859 bis 1883 und von 1885 bis 1891 an.
Am 16. Juni 1883 gingen von 1267 Wahlberechtigten etwa 70 % zur Wahlurne. Die vom Vaterländischen Verein aufgestellte Kandidatenliste errang einen glänzenden Sieg. Keiner der von der fortschrittlichen Seite Aufgestellten erhielt auch nur die Hälfte der Stimmen die die Kandidaten der Vaterländischen erhielten. Freese erhielt nur zwei Stimmen und war kein Bürgerschaftsmitglied mehr. 1885 wurde er wieder Mitglied der Bürgerschaft. 1891 waren in den vier Wahlbezirken der Stadt nebst Vorstädten 30 Vertreter zu erwählen. Der Vaterstädtische Verein  schlug auf Grund der in den Quartiersversammlungen 7 Gelehrte, 14 Kaufleute und 9 Gewerbetreibende vor. Freese war nicht mehr vorgeschlagen worden.

#### Wortführer
Für die Jahre 1869 bis 1871 wurde Freese erstmals als ein Vertreter des Wortführers ins Präsidium der Bürgerschaft gewählt.
Ein zweites Mal wurde er in der Sitzung am 19. Juli 1875 stattfindenden Neuwahl der Wortführer erwählt. Joach. Ludo. Christ. Priess wurde mit 67 von 77 Stimmen Wortführer, zu seinem ersten Stellvertreter Hermann Lingnau mit 67 von 83 und Freese mit 70 von 85 zum zweiten Stellvertreter für zwei Jahre gewählt.

#### Bürgerausschuss
Im Bürgerausschuss wurde Freese zweimal zu dessen ersten Stellvertreter des Wortführers gewählt.
Zur Erinnerung an den Großen Krieg wurde schon 1871 auf dem Niederwalde die Errichtung eines Nationaldenkmals beschlossen. Anfang 1872 wurde aus Heinrich Classe, Gustav Georg Eschenburg, Freese, Johann Heinrich Harms, Heinrich Christ. Koch, Graf Alexander Luckner, die Senatoren Christian Theodor Overbeck und Heinrich Alphons Plessing sowie August Wichmann das lübeckische Komitee zur Entgegennahme der Spenden gebildet.
Der Bürgerausschuss bildete am 8. Januar 1879 zur Aufstellung von Vorschlägen über die Verwendung des Blohm’schen Legates eine Kommission. In ihr waren Heinrich Klug, Anton Ferdinand Benda, Georg Wilhelm Stange, Johannes Nicolaus Heinrich Rahtgens, Theodor Sartori, Freese, Johann Heinrich Harms und Carl Joh. Matz die Bürgerlichen Deputierten.
Die zur Begutachtung des Bürgerausschusses vorgelegten Gesetzesentwürfe, betreffend die Dienstvergehen der Richter und der Beamten der Staatsanwaltschaft, sowie des Disziplinarverfahrens gegen dieselben, betreffend der Beurlaubung der Richter und Gerichtsbeamten, betreffend die Tagegelder und Reisekosten der Richter und Gerichtsbeamten, sowie des Staatsanwalts und dessen Stellvertreter waren an die nämliche Kommission (Hach, Lingnau, Ad. Joh. Carl Hammerich, Robert Peacock und Freese) überwiesen worden. Deren Bericht, betreffend der Gehälter der Richter und Gerichtsbeamten, sowie die Verwendung der im Amt befindlichen Richter, des Staatsanwalts und der Gerichtsbeamten, lag nun vor. Sämtliche Anträge wurden genehmigt und mit denselben die Senatsvorlage zur Mitgenehmigung der Bürgerschaft gutachtlich befürwortet.
Der den Normaletat für die Beamtengehälter betreffende Kommissionsbericht wurde in der Versammlung am 15. September 1880 an die Sommer, Fehling, Lingnau, Hahn und Freese bildende Kommission zurückverwiesen. Der von ihr begutachtete Antrag auf Erhöhung der Gehälter des Maschinenmeisters und des Röhrmeisters der Wasserkunst, die Anstellung eines Kanzlisten bei der Kreis-Ersatz-Kommission und die Fixierung des Gehaltes für den Aufseher am Pulvermagazin wurde angenommen.
Zwei an die Bürgerschaft zu richtende Anträge, betreffend den Erlass einer neuen Hypothekenordnung und Abänderung des § 5 der Verordnung vom 25. März 1848, betreffend die persönliche Haftungspflicht der Eigner von Grundstücken, wurden an die aus Bruhns, Hach, Peacock, Freese und Spiegeler bestehende Kommission, die sich gegenwärtig über den Gesetzentwurf wegen einer zu erlassenden Subhaftationsordnung beriet, zur Begutachtung überwiesen.
Am 19. Juli 1880 fand die Wahl von 14 Mitgliedern des neuen Bürgerausschusses statt. Freese war einer der Erwählten.
In der Versammlung des Bürgerausschusses am 20. April 1881 wurde für die Ergänzungswahlen zur Bürgerschaft die Bildung von Wahlkommissionen vorgenommen. Für den IV. Wahlbezirk (Johannis-Quartier und Vorstadt St. Jürgen) war Freese der Vorsitzende und Georg Carl Hahn sein Stellvertreter, sowie sechs Beisitzern mit je einen Stellvertreter bestimmt worden.

#### Bürgerlicher Deputierter
Anstelle der abtretenden Chr. Arn. Behn und Johannes Albrecht Suckau bei der Central-Armendeputation erwählte der Senat 1873 Ed. J. Fr. Elers und Freese zu Bürgerlichen Deputierten. An Stelle der abtretenden Elvers und Freese hat der Senat am 3. Mai 1879 Ludwig Trummer und Johs. Hasse als hiesige Bürgerliche Deputierte erwählt.
Der Senat erwählte am 2. März 1878 Freese für die ausscheidenden Joh. Heinr. Wilh. Hamann als Bürgerlichen Deputierten beim Finanzdepartement. Am 24. März 1884 erwählte der Senat Friedr. Carl Sauermann an Stelle des abtretenden Freese.
Der Senat berief am 26. März 1879 Joh. Otto Geffcken an Stelle des abtretenden Freese zum Bürgerlichen Deputierten bei der Vorsteherschaft der Brigitten-Stiftung berufen.
Am 8. Juni 1878 wählte der Senat Wilhelm Heinrich Heyke an Stelle des abtretenden Freese zum Vorsteher des Heiligen-Geist-Hospitals.
Am 23. Februar 1881 berief der Bürgerausschuss Freese zum Bürgerlichen Deputierten bei der Vorsteherschaft des St. Johannis Jungfrauenklosters an Stelle des abtretenden Joh. Christ. Fehling.

#### Richter
Im Dezember 1869 erwählte der Senat Cay Dietrich Lienau, Freese und Gottlieb Johann Ferdinand Dahlberg in Stelle der ausscheidenden Carl Bruhns, Johann Wilhelm Colsmann und Joh. Matth. Leop. Siemßen für die Jahre 1870 bis einschließlich 1875 zu kaufmännischen Richtern des Obergerichtes. Nach weiteren fünf Jahren wurde auf Grund des § 29 der Verordnung vom 3. Februar 1879, die Ausführung des Gerichtsverfassungsgesetzes betreffend, wählte der Senat nun für die Jahre 1880, 1881 und 1882 die Handelsrichter. Der Senat erwählte für die beim Landgericht zu bildende Kammer für Handelssachen für die ersten drei Geschäftsjahre ab 1879/1880 Gottlieb Johann Ferdinand Dahlberg, Hermann Ersami, Freese, Wilhelm Heinrich Heyke, Carl Heinr. Müller und Carl Wilh. Weber zu Handelsrichtern.

#### Deutscher Handelstag
Auf das Ersuchen des bleibenden Ausschusses des Deutschen Handelstages vom 21. Oktober 1875 über
1. welchen Einfluss das System der Handelsverträge auf die Entwicklung der in Lübeck vertretenen Industrie und auf die des Lübeckischen Handels gehabt hätte
2. welche Tarifpositionen im Interesse der dort vertretenen Industrie und des Lübeckischen Handels die Aufmerksamkeit der Reichsbehörden besonders zu lenken wären

wurde zur Vorbereitung der Handelskammerklärung eine aus Freese, J. A. Wolpmann, Dahlberg, Franz Jac. Jos. Theod. Deuster. Heinr. Ferd. Friedr. Schweighofer und Paul Ernst Reimpell gebildete Kommission eingesetzt.
Der Handelstagsausschuss beabsichtigte, das eingehende Material zu ordnen und zur Berichterstattung für den Ausschuss und das Reichskanzleramt vorbereiten zu lassen.

### Gesellschaft zur Beförderung gemeinnütziger Tätigkeit
Ein Großteil von Freeses Arbeit galt Wohltätigkeit. Seit 1851 gehörte er der Gesellschaft zur Beförderung gemeinnütziger Tätigkeit an.
Nachdem der bisherige Vorsteher Eduard Stolterfoth verstarb, erwählte die Handelskammer gemäß § 21 der Kaufmanns-Ordnung das frühere Mitglied der Gewandschneiderkompanie Freese als neues Vorsteherschaftsmitglied der Westerauer Stiftung und des Siechenhauses zu Klein Grönau. Ferner war er Vorstand v. Höveln Armengänge.
Am 5. August 1876 trat Freese dem Komitee für die Sedanfeier bei. Man wählte zudem die Ausschüsse für Musik, Gesang, Fackelzug und die übrigen Feierlichkeiten gewählt.
Freese verwaltete die Testamente von Lorenz Russe, v. Stitten, Tidemann Evinghusen, David Gloxin, Leonhard Oratz, Lorenz Petersen und Andreas Schultz.
An Stelle der ausscheidenden Senatssekretäres Eduard Hach und Oberlehrer Friedrich Hermann Küstermann wurden am 22. November 1878 Freese und Johannes Daniel Benda als Vorsteher wiedergewählt. und Freese blieb bis 1884 in dessen Vorstand. In den Jahren 1859 und 1860 war Freese Revisor der Kassen-Rechnung.
Seit 1862 war Freese Mitglied des Ausschusses für das Kinderhospital. In der Sitzung am 25. Februar 1879 wurde über die Neubesetzung der aus dem Vorstand des Kinderhospitals scheidenden Kons. Zietz und Freese entschieden.
Von 1879 bis 1885 ist Freese Vorsteher des Vereins für entlassene Strafgefangene gewesen. Zudem war er auch Vorstandsmitglied des Vereins der Stipendienverwalter sowie der Steinthal-Stiftung.
Zur Wahl des Revisors der Spar- und Anleihecasse wurden auf der Versammlung am 14. Februar 1882 Freese, Georg Eduard Tegtmeyer und Heinrich Joh. Joachim Schultz vorgeschlagen und Freese am 21. gewählt. Auf der Versammlung am 28. nahm dieser die Wahl an. 1885 schied er aus dem Amt.
Von 1888 bis 1894 ist er Vorsteher des Vereins für Krankenpflege durch evangelische Diakonissinnen gewesen.

#### Herberge zur Heimat

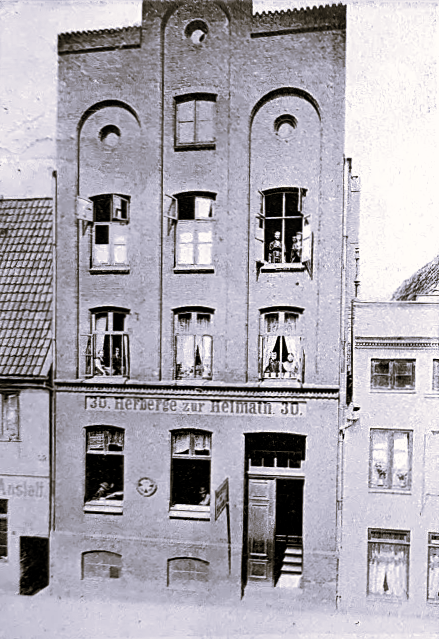
Herberge zur Heimat in der Fischergrube 30.

Bereits 1867 wurde die Gründung einer unter christlicher Hausordnung stehenden Herberge zur Heimat in Lübeck angeregt. 1873 erschien in den Lübeckischen Blättern ein Aufruf zur Beschaffung der für den Erwerb und Ausbau, die Anschaffung des Mobiliars und zur Einrichtung der Wirtschaft erforderlichen Mittel in Form von Anteilscheinen. Dies sollte in Form von Anteilsscheinzeichnungen geschehen. Zur Annahme der Zeichnungen wurden acht Personen, unter anderen das Gründungsmitglied Freese, genannt.
Am 15. September 1874 wurde der Bau des Hauses 363, ab 1884 eingeführter Nummerierung 30, samt dessen Einrichtung in der Fischergrube feierlich in Betrieb genommen. Wie aus dem Jahresbericht hervorging, bestätigte der Besuch 1874, welcher den der anderen Herbergen bei weitem übertraf, die Rentabilität. Die 34 Betten sollten 1875 um weitere 12 erweitert werden. Bis Ende 1874 waren 179 Anteilsscheine à 50 Courantmark ausgegeben worden.
Auf der Generalversammlung des Vereins Herberge zur Heimath am 15. Februar 1876 wurde Johs. Hasse an Stelle des aus dem Vorstand scheidenden Kassenführers Freese und zum Revisor Heinrich Leo Behncke für Paul Ernst Reimpell gewählt.
Heute ist der Gebäudekomplex 30–34 ein Wichernhaus der Diakonie Nord-Nord-Ost.

### Familie
Als sich ihr Vater aus dem öffentlichen Leben zurückzog und Privatier wurde, zog die Familie in die Schillerstraße 3 um.
Conrad Freese, Konsul, verstarb am 17. Februar 1894 im finnischen Vaasa. Seit dem Tod des Vaters 1899 existierten mit Ina Freese und der Witwe zwei Mietparteien in dem Haus. Nachdem ihre Mutter 1908 verstarb, trat die mit ihr bis dahin zusammenwohnende Schwester Sophie, wissenschaftliche Lehrerin, an deren Stelle. Als Ina 1916 starb, zog Sophie zum 1. April 1917 in die Bugenhagenstraße und nach dem Krieg in die Kaiser-Friedrich-Straße (heute Rathenaustraße).

## Referenzen
1. ↑   Local- und vermischte Notizen. In: Lübeckische Blätter; 16. Jg., Nummer 45, Ausgabe vom 7. Juni 1874, S. 268.
2. ↑   Local- und vermischte Notizen. In: Lübeckische Blätter; 16. Jg., Nummer 52, Ausgabe vom -. Juli 1874, S. 306.
3. ↑  Versammlung der Kaufmannschaft. In: Lübeckische Blätter; 17. Jg., Nummer 52, Ausgabe vom 30. Juni 1875, S. 303.
4. ↑  Umsetzung von Courant in Reichsmark. In: Lübeckische Blätter; 17. Jg., Nummer 17, Ausgabe vom 21. Februar 1875, S. 91.
5. ↑  Versammlung der Kaufmannschaft. In: Lübeckische Blätter, 22. Jahrgang, Nummer 46, Ausgabe vom 9. Juni 1880, S. 272.
6. ↑  Kaufleute-Witwen-Kasse. In: Lübeckische Blätter, 33. Jahrgang, Nummer 18, Ausgabe vom 4. März 1891, S. 104.
7. ↑   Local- und vermischte Notizen. In: Lübeckische Blätter; 12. Jg., Nummer 20, Ausgabe vom 9. März 1870, S. 111.
8. ↑   Der zwölfte volkswirtschaftliche Congreß in Lübeck. In: Lübeckische Blätter; 13. Jg., Nummer 71, Ausgabe vom 1. September 1871, S. 393–395.
9. ↑   Heinrich Dettmer„D“: Gründung einer volkswirtschaftlichen Gesellschaft in Lübeck. In: Lübeckische Blätter; 13. Jg., Nummer 72, Ausgabe vom 6. September 1871, S. 397.
10. ↑  Wer sich hinter „D“ verbarg ist noch unklar. Hinter „P.“ verbarg sich Carl Theodor Plessing ergo erscheint die Entschlüsselung nicht ganz aussichtslos.
11. ↑   Local- und vermischte Notizen. In: Lübeckische Blätter; 13. Jg., Nummer 27, Ausgabe vom 2. April 1871, S. 156.
12. ↑   Local- und vermischte Notizen. In: Lübeckische Blätter; 16. Jg., Nummer 25, Ausgabe vom 28. März 1874, S. 156.
13. ↑  Local- und vermischte Notizen. In: Lübeckische Blätter, 20. Jahrgang, Nummer 25, Ausgabe vom 27. März 1878, S. 148.
14. ↑   Local- und vermischte Notizen. In: Lübeckische Blätter; 13. Jg., Nummer 40, Ausgabe vom 17. Mai 1871, S. 228.
15. ↑   Local- und vermischte Notizen. In: Lübeckische Blätter; 25. Jg., Nummer 30, Ausgabe vom 15. April 1883, S. 180.
16. ↑  Bürgerschaftswahl im Johannis-Quartier und in der Vorstadt St. Jürgen. In: Lübeckische Blätter, 25. Jahrgang, Nummer 48, Ausgabe vom 17. Juni 1883, S. 277.
17. ↑  Zur Bürgerschaftswahl. In: Lübeckische Blätter, 33. Jahrgang, Nummer 45, Ausgabe vom 7. Juni 1891, S. 270–271.
18. ↑  Verhandlungen der Bürgerschaft. In: Lübeckische Blätter, 17. Jahrgang, Nummer 58, Ausgabe vom 21. Juli 1875, S. 329.
19. ↑  Local- und vermischte Notizen. In: Lübeckische Blätter, 14. Jahrgang, Nummer 1, Ausgabe vom 3. Januar 1872, S. 4.
20. ↑  Bürgerausschuss am 8. Januar. In: Lübeckische Blätter, 21. Jahrgang, Nummer 3, Ausgabe vom 8. Januar 1879, S. 13–14.
21. ↑  Bürgerausschuss am 6. März. In: Lübeckische Blätter, 21. Jahrgang, Nummer 19, Ausgabe vom 5. März 1879, S. 107.
22. ↑  Bürgerausschuss am 15. Sept. In: Lübeckische Blätter, 22. Jahrgang, Nummer 74, Ausgabe vom 15. September 1880, S. 422–423.
23. ↑  Bürgerausschuss am 2. April. In: Lübeckische Blätter, 21. Jahrgang, Nummer 27, Ausgabe vom 2. April 1879, S. 107.
24. ↑  Verhandlungen der Bürgerschaft. In: Lübeckische Blätter, 22. Jahrgang, Nummer 58, Ausgabe vom 21. Juli 1880, S. 337.
25. ↑   Bürgerausschuß am 20. April. In: Lübeckische Blätter; 23. Jg., Nummer 32, Ausgabe vom 20. April 1881, S. 16.
26. ↑  Local- und vermischte Notizen. In: Lübeckische Blätter, 15. Jahrgang, Nummer 36, Ausgabe vom 15. Mai 1873, S. 200.
27. ↑  Local- und vermischte Notizen. In: Lübeckische Blätter, 21. Jahrgang, Nummer 37, Ausgabe vom 7. Mai 1879, S. 216.
28. ↑  Local- und vermischte Notizen. In: Lübeckische Blätter, 20. Jahrgang, Nummer 20, Ausgabe vom 10. März 1878, S. 116.
29. ↑  Local- und vermischte Notizen. In: Lübeckische Blätter, 26. Jahrgang, Nummer 26, Ausgabe vom 30. März 1884, S. 168.
30. ↑  Local- und vermischte Notizen. In: Lübeckische Blätter, 21. Jahrgang, Nummer 27, Ausgabe vom 2. April 1879, S. 156.
31. ↑  Local- und vermischte Notizen. In: Lübeckische Blätter, 20. Jahrgang, Nummer 47 vom 20. Juni 1878, S. 276.
32. ↑  Local- und vermischte Notizen. In: Lübeckische Blätter, 23. Jahrgang, Nummer 19, Ausgabe vom 6. März 1881, S. 112.
33. ↑  Local- und vermischte Notizen. In: Lübeckische Blätter, 11. Jahrgang, Nummer 102, Ausgabe vom 22. Dezember 1869, S. 588.
34. ↑  Local- und vermischte Notizen. In: Lübeckische Blätter, 24. Jahrgang, Nummer 102 vom 20. Dezember 1882, S. 384.
35. ↑  Local- und vermischte Notizen. In: Lübeckische Blätter, 21. Jahrgang, Nummer 68 vom 24. August 1879, S. 384.
36. ↑  Bürgerausschuß am 17. November. In: Lübeckische Blätter, 17. Jahrgang, Nummer 92, Ausgabe vom 17. November 1875, S. 518–520.
37. ↑  Versammlung der Handelskammer. In: Lübeckische Blätter; 17. Jg., Nummer 17, Ausgabe vom 21. Februar 1875, S. 90–91.
38. ↑  Sedanfeier. In: Lübeckische Blätter; 18. Jg., Nummer 63, Ausgabe vom 6. August 1876, S. 364.
39. ↑   Gesellschaft zur Bef. gemeinnütz. Thätigkeit. In: Lübeckische Blätter; 20. Jg., Nummer 91, Ausgabe vom 13. November 1878, S. 517.
40. ↑   Gesellschaft zur Bef. gemeinnütz. Thätigkeit. In: Lübeckische Blätter; 21. Jg., Nummer 17, Ausgabe vom 26. Februar 1879, S. 96.
41. ↑   Gesellschaft zur Bef. gemeinnütz. Thätigkeit. In: Lübeckische Blätter; 24. Jg., Nummer 14, Ausgabe vom 15. Februar 1882, S. 79.
42. ↑   Gesellschaft zur Bef. gemeinnütz. Thätigkeit. In: Lübeckische Blätter; 24. Jg., Nummer 16, Ausgabe vom 22. Februar 1882, S. 91.
43. ↑   Gesellschaft zur Bef. gemeinnütz. Thätigkeit. In: Lübeckische Blätter; 24. Jg., Nummer 18, Ausgabe vom 1. März 1882, S. 103.
44. ↑   110. Jahresbericht der Gesellschaft zur Beförderung gemeinnütziger Thätigkeit. In: Lübeckische Blätter; 41. Jg., Nummer 45, Ausgabe vom 5. November 18, S. 575–577.
45. ↑  Aufforderung zur Betheiligung an der Gründung einer Herberge zur Heimath. In: Lübeckische Blätter; 15. Jg., Nummer 22, Ausgabe vom 9. März 1873, S. 128.
46. ↑  Bericht über die Herberge zur Heimat im Jahre 1874. In: Lübeckische Blätter; 17 Jg., Nummer 26, Ausgabe vom 31. März 1875, S. 157–159.
47. ↑  Bericht über die Herberge zur Heimat im Jahre 1874. In: Lübeckische Blätter; 17 Jg., Nummer 28, Ausgabe vom 7. April 1875, S. 162–163.
48. ↑  Local- und vermischte Notizen. In: Lübeckische Blätter; 18. Jg., Nummer 14, Ausgabe vom 16. Februar 1878, S. 84.

| Personendaten    | Personendaten                    |
| ---------------- | -------------------------------- |
| NAME             | Freese, Carl William             |
| ALTERNATIVNAMEN  | Freese, Johann Carl William      |
| KURZBESCHREIBUNG | deutscher Kaufmann und Politiker |
| GEBURTSDATUM     | 1828                             |
| GEBURTSORT       | Oldesloe                         |
| STERBEDATUM      | 12. Oktober 1899                 |
| STERBEORT        | Lübeck                           |